# Hydralazine
Hydralazine, được bán dưới tên thương mại là Apresoline cùng với một số những tên khác, là một loại thuốc dùng để điều trị huyết áp cao và suy tim. Điều này bao gồm cả huyết áp cao trong thai kỳ và huyết áp rất cao dẫn đến các biến chứng. Người ta cũng thấy thuốc này đặc biệt hữu ích để điều trị suy tim khi kết hợp cùng với dinitrate isosorbide cho người gốc châu Phi. Thuốc được đưa vào cơ thể qua đường miệng hoặc tiêm vào tĩnh mạch. Hiệu ứng thường bắt đầu sau khoảng 15 phút và kéo dài đến sáu giờ.
Các tác dụng phụ thường gặp bao gồm nhức đầu và nhịp tim nhanh. Thuốc không được khuyến cáo ở những người mắc bệnh động mạch vành hoặc ở những người mắc bệnh thấp khớp có ảnh hưởng đến van hai lá. Ở những người có bệnh thận nên dùng liều thấp hơn. Hydralazine nằm trong nhóm thuốc giãn mạch và được cho là hoạt động bằng cách gây giãn mạch máu.
Hydralazine được phát hiện trong khi các nhà khoa học ở Ciba đang tìm cách điều trị bệnh sốt rét. Thuốc được cấp bằng sáng chế vào năm 1949. Nó nằm trong danh sách các thuốc thiết yếu của Tổ chức Y tế Thế giới, tức là nhóm các loại thuốc hiệu quả và an toàn nhất cần thiết trong một hệ thống y tế. Chi phí bán buôn ở các nước đang phát triển là khoảng 2,78 đến 9,11 USD mỗi tháng. Tại Hoa Kỳ, chi phí điều trị là khoảng 50 đến 100 USD mỗi tháng.